# Bogusław Bidziński
Bogusław Bidziński (ur. 1973 w Bolesławcu) – polski liryczny tenor operowy.
Od sezonu 2001/02 jest solistą Opernhaus Zürich w Szwajcarii, gdzie występował m.in. jako Florindo (Le donne curiose), Nathanael (Opowieści Hoffmanna), Abdallo (Nabucco), Francesco (Benvenuto Cellini), Victorin (Die tote Stadt), Biscroma (Axur), Tamino (Die Zauberflöte), Lenski (Eugeniusz Oniegin), Edmondo (Manon Lescaut), Aufidio (Lucio Silla), Gastone (Traviata), Pong (Turandot), Don Polidoro (La finta semplice).
Zdolności muzyczne zaczął rozwijać od nauki gry na akordeonie pod kierunkiem Zygmunta i Edwarda Grabanów oraz Jerzego Kazika w Ognisku Muzycznym w Chojnowie. Następnie uczył się gry na fagocie u prof. Jerzego Tauta w Szkole Muzycznej w Legnicy, równocześnie pobierając lekcje śpiewu u prof. Joanny Jakubczak oraz prof. Beaty Pazio-Grygiel.
Po skończeniu średniej szkoły kontynuował naukę jako adept w Państwowym Zespole Ludowym Pieśni i Tańca „Śląsk”, a od 1994 studiował na Wydziale Wokalnym Akademii Muzycznej im. Fryderyka Chopina w Warszawie w klasie prof. Kazimierza Pustelaka, którą ukończył dyplomem w maju 2000.
Zadebiutował w 1998 na scenie Opery i Operetki w Szczecinie w tytułowej roli w operetce Franza Lehára Hrabia Luxemburg. Występował również w Operze Poznańskiej, Filharmonii Dolnośląskiej, Filharmonii Świętokrzyskiej, Filharmonii im. R. Traugutta w Warszawie, współpracował z Filharmonią Narodową w Warszawie. W 1999 otrzymał wyróżnienie na Międzynarodowym Konkursie Sztuki Wokalnej im. Ady Sari w Nowym Sączu. W lipcu 1999 wystąpił na Festiwalu Kammeroper Schloss Rheinsberg. W grudniu tego samego roku wziął udział w światowej prapremierze opery Siegfrieda Matthusa Kronprinz Friedrich, występując m.in. w Bayreuth, Berlinie i Hanowerze.
W maju 2000 zakończył dyplomem studia wokalne w Warszawie i ponownie wrócił na letnią scenę Festiwalu w Rheinsberg (Hrabia Almaviva) podczas premiery Cyrulika sewilskiego G. Rossiniego.
Przełomem były studia podyplomowe w Opernstudio Zurich w Szwajcarii (2000), gdzie mógł dalej rozwijać talent artystyczny.
Również w 2000 Sony Music Entertainment Poland wydała jego debiutancką płytę „Sono”.
Bogusław Bidziński współpracował z takimi reżyserami jak: Götz Friedrich, Wilson, Flimm, Bechtolf, Lehnhoff, Pountney, Treliński, Kaegi, Herzog, Asagaroff, Deflo, Miller, Grüber, del Monaco oraz z dyrygentami: Santi, Viotti, Haitink, Harnoncourt, Gardiner, Ph. Jordan, Cleobury, Kunc, Arena, Przybylski, Weikert, Welser-Möst, Gilbert, Reuter, Armiliato, Ranzani, Barthel, Fournillier, Kaspszyk, Minkowski, Arrivabeni, M. Christie, Guschlbauer, Fischer, Graf, Feranec, Carignani.
Występował również w Operze Narodowej w Warszawie, Teatrze Wielkim w Poznaniu i Operze na Zamku w Szczecinie.